# 21. Reserve-Division (Deutsches Kaiserreich)
Die 21. Reserve-Division war ein Großverband der Preußischen Armee im Ersten Weltkrieg.

## Gliederung

### Kriegsgliederung bei Mobilmachung 1914
- 41. Reserve-Infanterie-Brigade
  - Reserve-Infanterie-Regiment Nr. 80
  - Reserve-Infanterie-Regiment Nr. 87
- 42. Reserve-Infanterie-Brigade
  - Reserve-Infanterie-Regiment Nr. 81
  - Reserve-Infanterie-Regiment Nr. 88
- Reserve-Dragoner-Regiment Nr. 7
- Reserve-Feldartillerie-Regiment Nr. 21
- 4. Kompanie/Kurhessisches Pionier-Bataillon Nr. 11

### Kriegsgliederung vom 8. März 1918
- 41. Reserve-Infanterie-Brigade
  - Reserve-Infanterie-Regiment Nr. 80
  - Reserve-Infanterie-Regiment Nr. 87
  - Reserve-Infanterie-Regiment Nr. 88
  - 3. Eskadron/Reserve-Dragoner-Regiment Nr. 4
- Artillerie-Kommandeur Nr. 126
  - Reserve-Feldartillerie-Regiment Nr. 21
  - 22. Bayerisches Fußartillerie-Bataillon
- Pionier-Bataillon Nr. 321
- Divisions-Nachrichten-Kommandeur Nr. 421

## Gefechtskalender

### 1914
- 22. bis 23. August --- Schlacht bei Neufchâteau
- 24. bis 29. August --- Schlacht an der Maas
- 30. August bis 5. September --- Verfolgung von der Maas zur Marne
- 6. bis 12. September --- Schlacht an der Marne
- 13. September bis 10. Oktober --- Stellungskämpfe in der Champagne
  - 15. bis 16. September --- Erstürmung von Servon
- ab 15. September --- Stellungskämpfe in der Champagne und westlich der Argonnen

### 1915
- bis 22. September --- Stellungskämpfe in der Champagne und westlich der Argonnen
  - 3. Februar --- Erstürmung der Höhe 191, nördlich Massiges
  - 15. bis 16. Mai --- Gefecht bei Ville-sur-Tourbe
- 23. September bis 3. November --- Herbstschlacht in der Champagne
- ab 4. November --- Stellungskämpfe in der Champagne und westlich der Argonnen

### 1916
- bis 14. Juli --- Stellungskämpfe in der Champagne und westlich der Argonnen
- 15. Juli bis 9. September --- Schlacht um Verdun
- 9. September bis 21. Dezember --- Stellungskämpfe vor Verdun
- 21. bis 23. Dezember --- Stellungskämpfe in Lothringen
- ab 23. Dezember --- Reserve der OHL hinter der Armeeabteilung A

### 1917
- bis 6. Februar --- Reserve der OHL hinter der Armeeabteilung A
- 7. Februar bis 28. März --- Stellungskämpfe in Lothringen
- 30. März bis 15. April --- Reserve der OHL
- 16. April bis 27. Mai --- Doppelschlacht Aisne-Champagne
- 28. Mai bis 25. Oktober --- Stellungskämpfe bei Reims
- 26. Oktober bis 2. November --- Nachhutkämpfe an und südlich der Ailette
- 3. bis 14. November --- Stellungskämpfe nördlich der Ailette
- 15. bis 21. November --- Herbstschlacht in Flandern (Reserve der Heeresgruppe „Kronprinz Rupprecht“)
- 20. bis 29. November --- Tankschlacht bei Cambrai
- ab 21. November --- Kämpfe in der Siegfriedstellung

### 1918
- bis 31. Januar --- Kämpfe in der Siegfriedstellung
- 1. Februar bis 20. März --- Kämpfe in der Siegfriedstellung und Vorbereitungszeit für die Große Schlacht in Frankreich
- 21. März bis 6. April --- Große Schlacht in Frankreich
  - 21. bis 22. März --- Durchbruch zwischen Gouzeaucourt und Vermand
  - 23. bis 26. März --- Verfolgungskämpfe im Sommegebiet
- 7. bis 20. April --- Kämpfe an der Ancre, Somme und Avre
- 21. April bis 20. August --- Kämpfe zwischen Arras und Albert
- 21. August bis 2. September --- Schlacht bei Monchy-Bapaume
- 3. bis 20. September --- Kämpfe vor der Siegfriedfront
- 21. September bis 8. Oktober --- Abwehrschlacht zwischen Cambrai und St. Quentin
- 9. Oktober bis 4. November --- Kämpfe vor und in der Hermannstellung
- 5. bis 11. November --- Rückzugskämpfe vor der Antwerpen-Maas-Stellung
- ab 12. November --- Räumung der besetzten Gebietes und Marsch in die Heimat

## Kommandeure
| Dienstgrad                     | Name                  | Datum                                                 |
| ------------------------------ | --------------------- | ----------------------------------------------------- |
| (Württ.) Generalleutnant z. D. | Hermann von Rampacher | 2. August bis 1. September 1914                       |
| General der Kavallerie         | Ludwig von Schwerin   | 2. bis 6. September 1914                              |
| Generalleutnant                | Ernst von Oidtman     | 7. bis 8. September 1914 (mit der Führung beauftragt) |
| General der Kavallerie         | Ludwig von Schwerin   | 9. September 1914 bis 28. Juni 1916                   |
| Generalmajor/Generalleutnant   | Carl Briese           | 29. Juni 1916 bis 3. Januar 1919                      |